# Meliboeus melanescens
Meliboeus melanescens es una especie de escarabajo del género Meliboeus, familia Buprestidae. Fue descrita científicamente por Fisher en 1930.